# Culex draconis
Culex draconis är en tvåvingeart som beskrevs av Ingram och Meillon 1927. Culex draconis ingår i släktet Culex och familjen stickmyggor. Inga underarter finns listade i Catalogue of Life.